# Partito Nazionale Liberale-Ala Giovanile
Il Partito Nazionale Liberale-Ala Giovanile (in romeno: Partidul Național Liberal-Aripa Tânără, PNL-AT) è stato un partito politico romeno nato nel 1990 da una scissione dal Partito Nazionale Liberale.
Alle elezioni parlamentari in Romania del 1992 partecipò alla coalizione della Convenzione Democratica Romena, ottenendo 11 deputati e un senatore. Dopo aver assorbito altri gruppi minori fuoriusciti dal PNL, nel 1993 mutò il proprio nome in Partito Liberale 1993 (in romeno: Partidul Liberal 1993, PL93).
Rimasto fuori dal parlamento per non aver superato la soglia di sbarramento alle elezioni del 1996, nel 1997 si fuse con il Partito Nazionale Liberale-Convenzione Democratica e assunse la denominazione di Partito Liberale (in romeno: Partidul Liberal, PL).
Nel 1998 venne assorbito dal Partito Nazionale Liberale.

## Storia

### Partito Nazionale Liberale - Ala Giovanile

#### Scissione dal PNL
In seguito alla rivoluzione romena del 1989, che mise fine alla dittatura di Nicolae Ceaușescu, il potere fu assunto da un gruppo costituito principalmente da ex dissidenti comunisti guidato da Ion Iliescu, che nel gennaio 1990 fondò l'egemonico partito politico del Fronte di Salvezza Nazionale (FSN). I liberali si riunirono intorno al Partito Nazionale Liberale (PNL), rifondato da Radu Câmpeanu dopo la soppressione del 1947 ad opera delle autorità comuniste. Alle prime elezioni dell'era democratica, celebratesi nel maggio 1990, il PNL ottenne il 7%.
Subito dopo le elezioni emerse nel partito il contrasto tra la vecchia e la nuova generazione, con la seconda che accusava la prima di aver gestito in maniera fallimentare la preparazione alla tornata elettorale e di rimanere ancorata ad una versione non attuale del liberalismo. Il 3 luglio 1990 Gelu Netea pubblicò sulla testata del partito, Viitorul, un editoriale intitolato «I vecchi o i giovani?» («Bătrânii sau tinerii?») nel quale criticava aspramente la dirigenza. Il giorno successivo il consiglio del PNL ne decretò l'espulsione e alla guida del giornale del partito sostituì Netea con Alexandru Dincă, che era fedele alla linea ufficiale dettata da Câmpeanu. Schierandosi al fianco di Netea, condivisero pubblicamente lo stesso atteggiamento anche i segretari esecutivi Dinu Patriciu, Călin Popescu Tăriceanu, Radu Cojocaru e Andrei Chiliman, che nella sera del 3 luglio emisero un comunicato che recitava:
(Comunicato del 3 luglio 1990 del Comitato del PNL - Ala Giovanile)
Il gruppo condotto da Dinu Patriciu, quindi, annunciò la creazione del comitato del Partito Nazionale Liberale-Ala Giovanile (Partidul Național Liberal - Aripa Tânără, PNL-AT), con sede presso la redazione del giornale Viitorul sita in Bulevardul Niculae Bălcescu 21 nella capitale, decretando la prima scissione del fronte liberale della Romania postrivoluzionaria. La nuova generazione rimproverava i quadri dirigenziali del PNL di non rispettare la democrazia interna, anche per non aver tenuto conto dei criteri di competenza, bensì solo delle relazioni personali, al momento della nomina del comitato di iniziativa del febbraio 1990 e della scelta delle candidature alle elezioni del maggio 1990. Câmpeanu, per reazione, affermò che le rivendicazioni dell'ala giovanile calpestavano l'integrità morale e politica ed erano dovute esclusivamente a delusioni personali, specialmente alle frustrazioni di Patriciu e Tăriceanu, che nei mesi precedenti avevano avuto conflitti con i membri più anziani come Dan Amedeo Lăzărescu e Ionel V. Săndulescu. Il 5 luglio Patriciu dichiarò:
(Dinu Patriciu)
Nei giorni successivi diverse personalità si unirono al gruppo lasciando il PNL. Tra questi i deputati Mihai Carp (presidente dell'organizzazione di Oradea) e Horia Rusu (presidente della filiale del municipio di Timișoara) e i membri Radu Boroianu, Viorel Cataramă e Raymond Luca. Il nuovo partito, che professava una dottrina neoconservatrice, inserì tra i punti programmatici del proprio statuto quello dell'applicazione dell'articolo 8 della Proclamazione di Timișoara che, puntando all'interdizione dalle cariche pubbliche degli ex membri del Partito Comunista Rumeno, era stata soggetto di ampie proteste tra l'aprile e il giugno 1990. Il 12 luglio la delegazione permanente del PNL espulse ufficialmente i dissidenti, che il 23 luglio iscrissero il PNL-AT presso il registro dei partiti politici del tribunale di Bucarest. Il giornale Viitorul divenne ufficiosamente la testata del nuovo partito. Il congresso di fondazione elesse Horia Rusu presidente esecutivo del PNL-AT, mentre nel settembre 1990 Dan Trepcea lo rappresentò nel corso della seduta del comitato esecutivo dell'Internazionale Liberale. Nel maggio 1991 René-Radu Policrat venne nominato presidente onorario.

#### Collaborazione con il governo Roman
Nel turbolento contesto dei primi anni della Romania democratica, separatosi dall'ala di Câmpeanu, il PNL-AT avviò un percorso indipendente, rinunciando alla politica di dura opposizione caratteristica del 1990 e avvicinandosi al FSN di Iliescu, che guidava il governo con il primo ministro Petre Roman. Nell'aprile 1991, infatti, al margine di un ampio rimpasto del governo Roman II, Dinu Patriciu fu indicato come ministro dei lavori pubblici, salvo poi ritirarsi a causa del respingimento della sua nomina da parte del parlamento. Il PNL-AT, in ogni caso, ottenne due segretari di stato: Radu Boroianu alla cultura e Viorel Cataramă all'industria e al commercio.
La collaborazione con il partito di governo fu rafforzata con la firma della Carta per la Riforma e la Democrazia (Carta pentru Reforma și Democrație), documento che, siglato ufficialmente nel luglio 1991, segnava la nascita di un'alleanza politica tra il FSN e i gruppi minori del PNL-AT, del Partito Democratico Agrario di Romania (PDAR) e del Movimento Ecologista di Romania (MER). Questo fu definito dal primo ministro Roman come un atto di rispetto reciproco tra le varie forze e di partecipazione responsabile alle decisioni politiche assunte dal governo. La finalità era quella di realizzare consultazioni e valutazioni periodiche, in modo da permettere agli aderenti di realizzare un'opposizione costruttiva. A tal riguardo Tăriceanu tenne a precisare che il PNL-AT sarebbe rimasto un partito di opposizione per quanto riguardava gli aspetti dottrinari, ma che apprezzava la creazione di una larga base politica indirizzata alla normalizzazione alla riforma del paese.
Nel settembre 1991 al governo Roman III succedette il governo Stolojan cui prese parte, invece, il PNL di Câmpeanu.

#### Elezioni del 1992
Alle prime elezioni amministrative del febbraio 1992 il partito ottenne percentuali irrisorie intorno all'1%, che in tutta la Romania gli valsero 13 sindaci, 17 consiglieri di distretto e 397 consiglieri locali. A Bucarest il PNL-AT tentò senza successo la candidatura di Tăriceanu per il titolo di sindaco.
Nel giugno 1992 il PNL-AT si unì insieme ad un'altra ala dissidente del PNL (il Partito Nazionale Liberale-Convenzione Democratica) ad un'ampia coalizione di centro-destra guidata dal Partito Nazionale Contadino Cristiano Democratico (PNȚCD), la Convenzione Democratica Romena (CDR), che puntava a diventare il principale gruppo del paese, contendendo il potere al partito di Iliescu.
La decisione, tuttavia, fu causa di un'importante scissione in seno al PNL-AT. Nel giugno 1992 Tăriceanu, Chiliman, Boroianu e Cataramă fondarono il Nuovo Partito Liberale (Noul Partid Liberal, NPL), che concorse indipendentemente alle elezioni parlamentari di quell'anno.
In seguito alle elezioni generali del 1992 la Convenzione Democratica Romena divenne il maggior gruppo di opposizione al governo socialdemocratico di Nicolae Văcăroiu. Nel quadro dell'alleanza il PNL-AT riuscì a fare eleggere un senatore e 11 deputati (pari all'1,75% dei 34 senatori e 82 deputati ottenuti dalla CDR). L'unico senatore PNL-AT eletto, René-Radu Policrat, partecipò ad un più ampio gruppo parlamentare con altre forze liberali (PNL-CD, PAC), mentre alla camera il partito riuscì a formare un gruppo parlamentare proprio con a capo Dinu Patriciu.

### Partito Liberale 1993

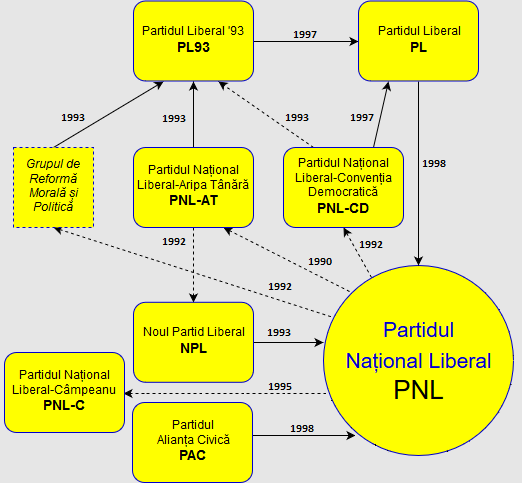
Diagramma di evoluzione delle componenti del Partito Nazionale Liberale nel corso degli anni novanta. Le linee tratteggiate rappresentano le scissioni, le linee piene rappresentano le fusioni.

Il PNL di Câmpeanu, concorrendo autonomamente alle elezioni, non riuscì a superare la soglia di sbarramento, rimanendo fuori dal parlamento. La sconfitta aprì una crisi immediata, che spinse una parte dei militanti, guidata da Valeriu Stoica, Radu Stroe e Constantin Bălăceanu-Stolnici, a costituire il cosiddetto Gruppo di riforma morale e politica (Grupul de Reformă Morală și Politică), che chiedeva un cambio al vertice del partito. Il 2 dicembre 1992, tuttavia, ne fu decretata l'espulsione dal PNL. Il gruppo, quindi, si unì ad una fazione del PNL-CD, confluendo nel PNL-AT, che il 21 febbraio 1993 fu ridenominato Partito Liberale 1993 (Partidul Liberal 1993, PL93).
Nel luglio dello stesso anno diversi elementi del Partito Alleanza Civica (PAC) entrarono a far parte del PL93, mentre le due formazioni si unirono in un gruppo parlamentare comune alla camera dei deputati sotto l'egida del partito di Patriciu.
Nel 1994 il PL93 ottenne lo status di membro candidato all'Internazionale Liberale.
Il 17 febbraio 1995 il consiglio nazionale della CDR propose un documento che prevedeva per tutti i partiti della coalizione la presentazione su liste comuni in occasione delle elezioni amministrative e parlamentari del 1996, nonché il sostegno ad un unico candidato presidenziale. Tali termini, tuttavia, furono rifiutati da buona parte degli aderenti e causarono lo sfaldamento della coalizione. Il PL93 ne uscì nel febbraio 1995, mentre una fazione dissidente del partito, autoproclamatasi nel mese di marzo "gruppo politico liberale", nel maggio 1995 si iscrisse interamente al PNL, il cui nuovo presidente era Mircea Ionescu-Quintus. Ne fecero parte i deputati Crin Antonescu, Călin Anastasiu, Octavian Bot, Ion Dobrescu, Sorin Pantiș e Laurențiu Priceputu.
Il PL93, quindi, concorse alle elezioni amministrative del 1996 al di fuori di ogni alleanza, ottenendo il 3%, pari a 61 sindaci, 53 consiglieri di distretto e 1.221 consiglieri locali, che, per quanto scarno, fu il miglior risultato elettorale della sua storia. A Bucarest il partito candidò Patriciu per il ruolo di sindaco generale e Ludovic Orban per quello di sindaco del settore 1.
Per provare a tornare in parlamento, il 10 luglio 1996 creò insieme al PAC la coalizione Alleanza Nazionale Liberale (Alianța Naţional Liberală, ANL) che, però, in occasione delle elezioni parlamentari del 1996 rimase sotto il 2%. Il PL93, perciò, non ottenne alcun seggio, entrando in una fase di declino coincidente con il contemporaneo rafforzamento del PNL.

### Partito Liberale
Il 14 giugno 1997 il PL93 entrò in una nuova fase, quando fu celebrata la fusione con il Partito Nazionale Liberale-Convenzione Democratica, che portò alla nascita del Partito Liberale (Partidul Liberal, PL).
La nuova formazione ebbe breve vita. Dopo la creazione nel marzo 1998 di una breve alleanza con il PNL-Câmpeanu, Federazione Liberale (FL), nel settembre 1998, infatti, il partito di Patriciu fu assorbito dal PNL, in cui in quel momento Călin Popescu Tăriceanu rivestiva il ruolo di vicepresidente. Tale mossa, tuttavia, fu causa di un'ulteriore scissione. Il vecchio leader del PNL-CD Niculae Cerveni si oppose all'unificazione con il PNL e fondò un nuovo gruppo, l'effimero Partito Liberale Democratico Romeno (Partidul Liberal Democrat Român, PLDR).
In applicazione di un protocollo di fusione, i leader del PL Dinu Patriciu, Horia Rusu e Cristian Iordanescu furono cooptati nei quadri dirigenziali del PNL. L'assorbimento del PL da parte del PNL fu ratificato dalla decisione della delegazione permanente del PNL del 7 settembre 1998.

## Risultati elettorali
| Elezione          | Elezione | Voti      | %     | Seggi    |
| ----------------- | -------- | --------- | ----- | -------- |
| Parlamentari 1992 | Camera   | 2.170.289 | 20,04 | 11 / 341 |
| Parlamentari 1992 | Senato   | 2.210.722 | 20,16 | 1 / 143  |
| Parlamentari 1996 | Camera   | 192.495   | 1,57  | 0 / 343  |
| Parlamentari 1996 | Senato   | 236.132   | 1,92  | 0 / 143  |
| 1. 2.             |          |           |       |          |

| Elezione           | Elezione | Candidato           | Voti      | %     | Esito                |
| ------------------ | -------- | ------------------- | --------- | ----- | -------------------- |
| Presidenziali 1992 | I turno  | Emil Constantinescu | 3.717.006 | 31,24 | ❌ Non eletta/o (2º) |
| Presidenziali 1992 | II turno | Emil Constantinescu | 4.641.207 | 38,47 | ❌ Non eletta/o (2º) |
| Presidenziali 1996 | I turno  | Nicolae Manolescu   | 90.122    | 0,71  | ❌ Non eletta/o (8º) |
| 1. 2.              |          |                     |           |       |                      |

## Nelle istituzioni

### Governi
- Governo Roman III (1991)

### Collocazione parlamentare
- Opposizione (1990-1991)

Governo Roman II
- Maggioranza (1991)

Governo Roman III
- Opposizione (1991-1996)

Governo Stolojan, Governo Văcăroiu
- Sostegno extraparlamentare (1996-1998)

Governo Ciorbea, Governo Vasile